# Crónicas particulares
El advenimiento de los Trastámara propició el desarrollo de las crónicas reales como forma de explicar el presente y dotarlo de un entramado ideológico propio. La consecuencia lógica de esta reducción del punto de vista historiográfico será la aparición de las crónicas particulares: biografías de personas que querrán dejar en el tiempo su huella a fin de justificar unas determinadas acciones.
Antes del siglo XV sólo Don Juan Manuel había convertido su vida en materia literaria. Será ahora la nobleza (tanto la vieja como la nueva) la que se configure un orden histórico.

## Memorias de doñaLeonor López de Córdoba
Esta obra tiene la particularidad de ser la primera autobiografía que merezca tal nombre y el primer discurso narrativo surgido de una conciencia femenina.
Las Memorias se estructura en torno a cuatro ideas:
1. Orígenes linajísticos.
2. Caída del linaje.
3. Recuperación del honor familiar.
4. Acechanzas de la adversidad.

Por lo que respecta a las interpretaciones del texto, destacaremos las siguientes:
1. Defensa de su honor y proclamación de sus virtudes.
2. Si lo hubiera redactado en fecha próxima al último acontecimiento que registra, podría ser un examen de conciencia.
3. Relación de servicios a la corona por parte de su familia a fin de recibir un beneficio. De hecho, el 7 de junio de 1396 se le concedieron dos almonas en Córdoba y en 1412 fue llamada a la corte.

## El Victorial
Es tanto la biografía de Pero Niño, conde de Buelna como una reflexión sobre el estamento nobiliario-caballeresco, ya que desde la corte parecía impulsarse la recuperación del valor y de las virtudes de éste.
La redacción conoció tres estadios:
1. En 1406 Pero Niño debió requerir la realización de un memorial de hechos en el que diera cuentas al rey de sus singladuras por el Mediterráneo y por las costas inglesas.
2. Entre 1429 y 1431 tuvo que justificar su participación en Tordesillas y la defensa de Montánchez.
3. A partir de 1435 la obra deja de tener como objetivo ser la biografía de un personaje para convertirse en la de todo un linaje.

En cuanto a la estructura, la obra se divide en cuatro partes:
1. El Proemio, que es un doctrinal de caballeros.
2. Sobre la niñez del protagonista.
3. Acerca de sus empresas marítimas (es, con mucho, la más extensa).
4. Relato de los hechos que le obligan a abandonar el reino, su vuelta, los servicios que presta, su boda y su nombramiento como conde.